# Sigaloseps ferrugicauda
Sigaloseps ferrugicauda — вид сцинкоподібних ящірок родини сцинкових (Scincidae). Ендемік Нової Каледонії. Описаний у 2014 році.

## Поширення і екологія
Sigaloseps ferrugicauda відомі з кількох місцевостей, розташованих на вершинах гори гори Гумбольдта та гори Уен, а також в гірському масиві Куакуе, на території Південної провінції Нової Каледонії. Вони живуть у високогірних чагарникових заростях макі та у вологих гірських тропічних лісах, на висоті від 900 до 1000 м над рівнем моря.

## Збереження
МСОП класифікує цей вид як вразливий. Sigaloseps ferrugicauda загрожує знищення природного середовища та хижацтво з боку інтродукованих щурів.